# Pulse (hộp đêm)
Pulse là một quán bar đồng tính, câu lạc bộ khiêu vũ và câu lạc bộ đêm ở Orlando, Florida, được thành lập năm 2004 bởi Barbara Poma và Ron Legler. Vào ngày 12 tháng 6 năm 2016, câu lạc bộ là nơi xảy ra vụ xả súng hàng loạt tồi tệ thứ hai bởi một tay súng duy nhất trong lịch sử Hoa Kỳ và là vụ tấn công khủng bố kinh hoàng thứ hai trên đất Mỹ kể từ sự kiện ngày 11 tháng 9 năm 2001. 49 người đã thiệt mạng và 53 người bị thương.

## Lịch sử
Pulse được thành lập năm 2004 bởi Barbara Poma và Ron Legler. John, anh trai của Poma, người chết sau một trận chiến với HIV và câu lạc bộ được đặt tên là "John's Pulse to Live On", theo một thành viên của nhóm tiếp thị vào tháng 2 năm 2016.
Hộp đêm mở cửa hàng ngày từ 7.30 a.m. sáng đến 12.00 a.m. sáng.